# Richard Lydekker

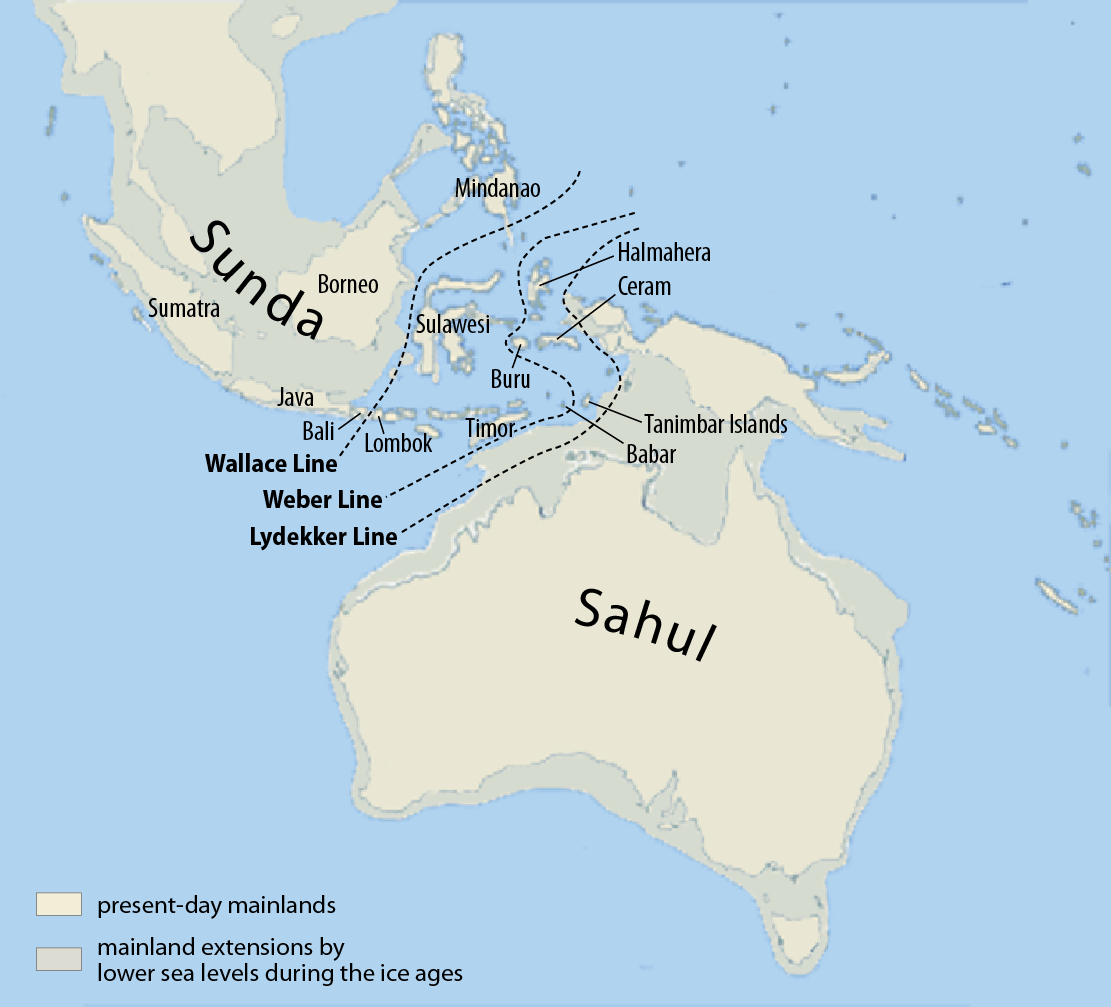
Karta över Sydostasien med bland annat Lydekkers linje utritad.

Richard Lydekker, född 25 juli 1849, död 16 april 1915, var en engelsk paleontolog och zoolog. 
Lydekker studerade naturvetenskap i Cambridge och var 1874-82 anställd vid Brittiska Indiens geologiska undersökning. Hans första arbeten behandlar fossila djurarter, av vilka kan nämnas Indian Tertiary and Posttertiary Vertebrata (1880-86) och katalogerna över fossila däggdjur, fåglar och kräldjur i British Museum (tio delar, 1885-91) samt A Manual of Palæontology (tillsammans med Nicholson, två band 1889).
Senare studerade han i allt högre grad även nutida däggdjur och publicerade verk som An Introduction to the Study of Mammals Living and Extinct (tillsammans med W.H. Flower, 1891), Contributions to the Knowledge of the Fossil Vertebrata of Argentina (1893), A Handbook of the Marsupialia and Monotremata (1894), A Geographical History of Mammals (1896), den praktfullt illustrerade The Deer of All Lands (1898) och Wild Oxen, Sheep and Goats of All Lands (1898). Slutligen utgav han 1908 The Sportsman’s British Bird Book, i vilken Storbritanniens fåglar beskrivs. Från 1887 författade han de årligen utkommande berättelserna över däggdjurslitteraturen i "Zoological Records". Han tilldelades Lyellmedaljen 1902.
Bland hans bidrag till biogeografin märks upptäckten av den gräns som bär namnet Lydekkers linje, mellan Wallacea och Sahul.